# لیننا هنریکسون
لیننا هنریکسون (به انگلیسی: Linnea Henriksson) با نام کامل الن لیننا پتریا هنریکسون (به انگلیسی: Ellen Linnea Petrea Henriksson) (زاده ۹ نوامبر ۱۹۸۶) خواننده سوئدی است.